# العلاقات الإيرانية الكندية
لا توجد أي علاقات دبلوماسية رسمية بين كندا وإيران منذ عام 2012. تُقدم الخدمات القنصلية وخدمات جوازات السفر الكندية من خلال البعثات الدبلوماسية الكندية في دول الشرق الأوسط الأخرى، بينما تحافظ إيران على قسم رعاية المصالح في سفارة باكستان في العاصمة الأمريكية واشنطن. تفيد التقارير بمراجعة الحكومة الكندية برئاسة رئيس الوزراء جاستن ترودو -الذي تولى منصبه في عام 2015- لعلاقاتها مع إيران، إذ رفعت معظم عقوباتها الاقتصادية عن إيران كما فعلت العديد من الدول الأخرى بعد الاتفاق النووي الإيراني (خطة العمل الشاملة المشتركة) في يوليو من عام 2015.

## نبذة تاريخية
تعاملت السفارة البريطانية مع الشؤون القنصلية والتجارية الكندية في إيران قبل عام 1955. بدأت العلاقات الخارجية والعلاقات الدبلوماسية بين كندا وإيران من خلال تأسيس بعثة إيرانية في أوتاوا في عام 1956، وبعثة كندية في طهران في عام 1959. مُنحت البعثة الكندية مركز السفارة في عام 1961.
برز أهم حدث خلال الثورة الإيرانية لعام 1979 مع إخفاء السفارة الكندية لستة دبلوماسيين أمريكيين بعد الاستيلاء العنيف على السفارة الأمريكية. لعبت الحكومة الكندية دورًا رئيسًا في ترتيبات ترحيل هؤلاء الدبلوماسيين الذين لم يكتشفهم المسؤولون عن الثورة. هُرب الأمريكيون سرًا من إيران في يناير من عام 1980 باستخدام جوازات سفر كندية. غادر جميع الدبلوماسيين الكنديين بالتزامن مع ذلك من أجل تجنب انتقام النظام الإيراني الجديد.

### قطع العلاقات في ظل نظام الخميني
استمرت العلاقات الرسمية بين البلدين دون انقطاع منذ عام 1955 وحتى عام 1980. سعت السفارة الكندية إلى إجلاء 850 عاملًا كنديًا من إيران عندما طردت ثورة آية الله روح الله الخميني الإسلامية الإيرانية الشاه من البلاد في عام 1979، في حين أبقت كندا على موظفي السفارة في إيران. لجأ ستة دبلوماسيين أمريكيين إلى السفارة الكندية بعد اقتحام المتظاهرين الإيرانيين للسفارة الأمريكية، وأجلت الحكومة الكندية -بالتنسيق مع وكالة المخابرات المركزية- هؤلاء الدبلوماسيين بأمان من البلاد باستخدام جوازات سفر كندية بتأشيرات إيرانية مزورة. عُرف هذا الإنقاذ السري باسم «الوثبة الكندية»، وعلى الرغم من تحسين هذا الحدث لعلاقات كندا مع الولايات المتحدة الأمريكية، لكنه أدّى إلى تقلّب العلاقات الكندية الإيرانية. أُجلي موظفو السفارة بسرعة خوفًا من انتقام الإيرانيين من الكنديين، وأُغلقت السفارة في عام 1980. 

### استئناف العلاقات الدبلوماسية في ظل حكم خامنئي
لم تمتلك كندا وإيران أي علاقات دبلوماسية طبيعية منذ عام 1980 وحتى عام 1988، على الرغم من عدم انقطاع العلاقات بشكل رسمي. ترددت الحكومة الكندية بشأن إعادة فتح سفارتها في إيران، بسبب تاريخ سفارتها في البلاد ونظراً إلى تاريخ الحكومة الإيرانية في اختطاف وتعذيب الدبلوماسيين. وافقت الحكومتان على استئناف العلاقات الدبلوماسية بشكل خفيف في عام 1988، وأعيد فتح السفارة الكندية في طهران.
لم تنشئ إيران سفارة في كندا حتى عام 1991 نتيجة العلاقات المتوترة بين البلدين بعد الثورة الإسلامية الإيرانية. انتقل موظفو السفارة الذين قطنوا في أحد مباني شارع روزفلت في الطرف الغربي من أوتاوا إلى 245 شارع ميتكالف في حي سينترتاون في أوتاوا، ثم رُقيت البعثة إلى مركز سفارة. تواجدت السفارة الكندية في 57 شارع شهيد سرفاز وجادة أوستاد مطهري في طهران. عمل القائم بالأعمال في هذه البعثة بدلاً من السفير الكامل.
تبادلت الأمتان سفيريهما رسمياً في عام 1996. أدت المخاوف الكندية بشأن انتهاكات إيران لحقوق الإنسان وسجلها في عدم الانتشار النووي وإنكارها للهولوكوست وتهديداتها بتدمير إسرائيل ومعارضتها النشطة لعملية السلام في الشرق الأوسط إلى تعامل الدبلوماسيين الكنديين مع إيران وفق سياسة «التعامل الخاضع للسيطرة». قُيدت العلاقات الثنائية مثل إنشاء الروابط الجوية المباشرة بين البلدين أو فتح القنصليات والمراكز الثقافية الإيرانية في كندا (باستثناء السفارة في أوتاوا). 
واصلت كندا الإعراب عن قلقها فيما يتعلق بحقوق الإنسان في إيران، وخصت بالذكر بعض القضايا مثل استقلال القضاء، والاحتجاز التعسفي، وحرية التعبير، ومعاملة النساء، ومعاملة الأشخاص المنتمين إلى أقليات دينية أو إثنية، بما في ذلك الجالية اليهودية الصغيرة المتبقية في إيران، ومعتنقي الديانة البهائية.

### 2003: زهراء كاظمي
تدهورت العلاقات بين كندا وإيران بشكل كبير في يونيو من عام 2003 عندما أُلقي القبض على المصورة الإيرانية الكندية المستقلة القادمة من مونتريال زهراء كاظمي أثناء التقاطها للصور خارج أحد السجون في طهران خلال احتجاج طلابي. قُتلت زهراء كاظمي بعد ثلاثة أسابيع من بداية حجزها.
أصرت السلطات الإيرانية على أن وفاتها كانت عرضية، زاعمةً أنها توفيت بسبب تعرضها لسكتة دماغية أثناء استجوابها. ومع ذلك، ذكر الطبيب السابق في الأركان العسكرية الإيرانية شهرام عزام أنه فحص جثة كاظمي ولاحظ علامات تعذيب واضحة، بما في ذلك كسر في الجمجمة، وكسر أنف، وعلامات اغتصاب، وكدمات بطنية شديدة. كُشف عن هذه المعلومات في قضية طلب عزام في اللجوء إلى كندا في عام 2004.
جذبت وفاة كاظمي في الحجز الإيراني اهتمامًا دوليًا واسع النطاق. ولّدت المأساة احتجاجًا ضخمًا، وذلك بسبب جنسيتها المشتركة وظروف وفاتها. كرمت منظمة صحفيون كنديون من أجل حرية التعبير في نوفمبر من عام 2003 كاظمي بتقديم جائزة تارا سينغ هاير التذكارية لها، تقديراً لشجاعتها في الدفاع عن الحق في حرية التعبير.
صاغت كندا قرارًا للأمم المتحدة يهدف إلى إدانة انتهاكات حقوق الإنسان في إيران، معربةً عن قلقها إزاء استخدام إيران للتعذيب وغيره من أشكال العقوبات القاسية واللاإنسانية والمهينة، وخاصة ممارسة البتر والجلد. صرح الناطق باسم القضاء الإيراني غلام حسين إلهام -ردًا على اتهامات الحكومة الكندية ولتحويل التركيز عن هذه القضية- مدعيًا «امتلاك الحكومة الكندية للنظام القضائي الأسوأ والأكثر تخلفًا وعنصريةً». واتهمت إيران كذلك ضابطًا في الشرطة الكندية بإطلاق النار على الإيراني كايفان تابش البالغ من العمر 18 عامًا في 14 يوليو في فانكوفر، كولومبيا البريطانية. وادعى ضابط الشرطة أن الحادثة كانت دفاعًا عن النفس بعد أن زعم أن المراهق انقض عليه متسلحًا بساطور. قدمت إيران –قبل اعتماد الأمم المتحدة لقرار كندا-  تقريرًا مؤلفًا من 70 صفحة مُفصلةً فيه انتهاكات حقوق الإنسان المزعومة في كندا في محاولة لتشويه سمعة الداعم الرئيسي للقرار.
في حادثة أخرى، اعتقلت الشرطة الإيرانية المدون الكندي الإيراني البارز حسين درخشان في طهران في عام 2008، وذلك بسبب تصريحاته حول العقيدة الشيعية، وفقًا للقضاء الإيراني. 

### 2015: حقبة جاستن ترودو
صرح جاستن ترودو خلال الشهر الأول من انتخابات أكتوبر لعام 2015 -التي أوصلته إلى السلطة- بأنه لديه خططًا لاستعادة العلاقات بين البلدين، وجاء ذلك التصريح في أعقاب الاتفاق النووي الإيراني (خطة العمل الشاملة المشتركة) الذي عارضته حكومة هاربر المنتهية ولايته بشدة. 

## مقارنة بين البلدين
هذه مقارنة عامة ومرجعية للدولتين:
| وجه المقارنة                                              | إيران                    | كندا                     |
| --------------------------------------------------------- | ------------------------ | ------------------------ |
| المساحة (كم2)                                             | 1.65 مليون               | 9.98 مليون               |
| عدد السكان (نسمة)                                         | 79.97 مليون              | 35.70 مليون              |
| الكثافة السكانية (ن./كم²)                                 | 48.47                    | 3.58                     |
| العاصمة                                                   | طهران                    | أوتاوا                   |
| اللغة الرسمية                                             | لغة فارسية               | لغة إنجليزية، لغة فرنسية |
| العملة                                                    | ريال إيراني              | دولار كندي               |
| الناتج المحلي الإجمالي (بليون دولار)                      | 439.51 مليار             | 1.65 تريليون             |
| الناتج المحلي الإجمالي (تعادل القوة الشرائية) بليون دولار | 1.36 تريليون             | 1.59 تريليون             |
| الناتج المحلي الإجمالي الاسمي للفرد دولار أمريكي          |                          | 43.25 ألف                |
| الناتج المحلي الإجمالي للفرد دولار أمريكي                 |                          | 45.07 ألف                |
| مؤشر التنمية البشرية                                      | 0.766                    | 0.913                    |
| رمز المكالمات الدولي                                      | +98                      | +1                       |
| رمز الإنترنت                                              | .ir،                     | .ca                      |
| المنطقة الزمنية                                           | ت ع م+03:30، توقيت إيران |                          |

## منظمات دولية مشتركة
يشترك البلدان في عضوية مجموعة من المنظمات الدولية، منها:
| علم المنظمة | اسم المنظمة                        | تاريخ انضمام إيران | تاريخ انضمام كندا |
| ----------- | ---------------------------------- | ------------------ | ----------------- |
|             | مؤسسة التنمية الدولية              | 10 أكتوبر 1960     | 24 سبتمبر 1960    |
|             | المنظمة الهيدروغرافية الدولية      | ?                  | ?                 |
|             | مؤسسة التمويل الدولية              | 28 ديسمبر 1956     | 20 يوليو 1956     |
|             | منظمة حظر الأسلحة الكيميائية       | ?                  | ?                 |
|             | الأمم المتحدة                      | 24 أكتوبر 1945     | 9 نوفمبر 1945     |
|             | منظمة الشرطة الجنائية الدولية      | ?                  | ?                 |
|             | البنك الدولي للإنشاء والتعمير      | 29 ديسمبر 1945     | 27 ديسمبر 1945    |
|             | الاتحاد البريدي العالمي            | ?                  | ?                 |
|             | وكالة ضمان الاستثمار متعدد الأطراف | 15 ديسمبر 2003     | 12 أبريل 1988     |
|             | يونسكو                             | 6 سبتمبر 1948      | 4 نوفمبر 1946     |
|             | الفريق المعني برصد الأرض           | ?                  | ?                 |

## أعلام
هذه قائمة لبعض الشخصيات التي تربطها علاقات بالبلدين:
- أريانا إنجنير (ممثلة كندية، 6 مارس 2001[30][31] – )
- ترانه جوانبخت (12 مايو 1974 – )
- حسين أمانات (1942[32] – )
- رضا حسيني نسب (22 نوفمبر 1960 – )
- زهراء كاظمي (1948[33] – 11 يوليو 2003)
- ستيفن لوبو (ممثل كندي، 22 نوفمبر 1973 – )
- علي سينا
- كاس أنفار (ممثل كندي، القرن العشرين – )
- كينيث د. تايلور (دبلوماسي كندي، 5 أكتوبر 1934 – 15 أكتوبر 2015[34])
- ليلى ميلاني (عارضة أزياء كندية إيطالية، 2 أبريل 1982 – )
- نازانين افشين جام (11 أبريل 1979 – )
- نازنين كونتراكتور (ممثلة كندية، 26 أغسطس 1982 – )
- نيكول بوشهري (ممثلة كندية، سبتمبر 1987 – )
- نيما أركاني حامد (فيزيائي أمريكي، 5 أبريل 1972 – )
- هوما هودفار (عالمة بعلوم الإنسان إيرانية، 1950 – )

## وصلات خارجية
- موقع وزارة الخارجية الإيرانية
- موقع وزارة الخارجية الكندية